# Dezider Zaťko
Dezider Zaťko (* 7. dubna 1932) je bývalý slovenský fotbalista.

## Fotbalová kariéra
V československé lize hrál za Spartak Trnava. Gól nedal.

## Ligová bilance
| Ročník                                | Zápasy | Góly | Klub           |
| ------------------------------------- | ------ | ---- | -------------- |
| Přebor československé republiky 1955  | -      | 0    | Spartak Trnava |
| 1. československá fotbalová liga 1956 | -      | 0    | Spartak Trnava |
| CELKEM                                | -      | 0    |                |